# At Mount Zoomer
At Mount Zoomer è il secondo album di inediti del gruppo canadese indie rock Wolf Parade.
L'album è stato pubblicato dall'etichetta Sub Pop Records il 17 giugno 2008, mentre il primo singolo, Call It a Ritual, era stato pubblicato il 14 aprile dello stesso anno.

## Il disco
L'album contiene nove tracce, ed è stato registrato, mixato e prodotto dallo stesso batterista dei Wolf Parade, Arlen Thompson. L'album è stato registrato in parte nella piccola Petite Église, la chiesa-studio di proprietà degli Arcade Fire(dove hanno dato vita all'album Neon Bible, e che hanno contribuito alla realizzazione di quest'album), e in parte nei MIXart Studios di Montreal. Il nome dell'album deriva proprio dal nome dello studio di mixaggio di Arlen Thompson, Mount Zoomer.
At Mount Zoomer esce a tre anni di distanza dal disco d'esordio Apologies to the Queen Mary, da cui tuttavia si distacca decisamente per le nuove sonorità e il nuovo stile, acquisiti dai membri della band durante i loro split con altri gruppi nei tre anni di intervallo tra i due dischi. Anche in "At Mount Zoomer", come in "Apologies to the Queen Mary", i testi e le voci sono equamente divisi tra Dan Boeckner e Spencer Krug, e nell'ultima traccia del cd, la lunghissima Kissing the Beehive, i due duettano insieme.

## Formazione
- Spencer Krug: voce, chitarra, tastiere
- Dan Boeckner: voce, chitarra,
- Arlen Thompson: batteria
- Hadji Bakara: tastiere, suoni
- Dante DeCaro: chitarra, basso, percussioni

## Tracce
1. "Soldier's Grin" (Boeckner) - 4:37
2. "Call It a Ritual" (Krug) - 2:45
3. "Language City" (Boeckner) - 5:02
4. "Bang Your Drum" (Krug) - 3:10
5. "California Dreamer" (Krug) - 6:00
6. "The Grey Estates" (Boeckner) - 3:26
7. "Fine Young Cannibals" (Boeckner) - 6:31
8. "An Animal in Your Care" (Krug) - 4:19
9. "Kissing the Beehive" (Boeckner/Krug) - 10:52

## Curiosità
- In origine l'album doveva chiamarsi Kissing the Beehive, tuttavia così facendo avrebbero violato i diritti d'autore dello scrittore Jonathan Carroll, che aveva intitolato allo stesso modo un suo scritto del 1997.
- Anche se il primo singolo è datato aprile 2008, alcune canzoni come Language City e Fine Young Cannibals, furono eseguite live dalla band verso la fine del 2007.
- La copertina è disegnata da Matt Moroz(che ha realizzato anche dei videoclip per i Wolf Parade) e Liz Huey e rappresenta proprio un duello tra i due artworker.